# Махрес
Махрес (араб. المحرس) — місто в Тунісі. Входить до складу вілаєту Сфакс. Знаходиться за 30 км на південь від міста Сфакс. Станом на 2004 рік тут проживало 14 499 осіб.